# Battaglia di Munda (214 a.C.)
La battaglia di Munda venne combattuta nel 214 a.C. tra l'esercito cartaginese e quello romano in Spagna nei pressi della città di Munda  (oggi Montilla).

## Contesto storico
Lo storico greco Polibio affermava che tre furono i motivi principali della seconda guerra tra Romani e Cartaginesi:
1. la prima causa scatenante della guerra tra Romani e Cartaginesi fu lo spirito di rivalsa del padre di Annibale, Amilcare Barca.[5] Costui, se non ci fosse stata la rivolta dei mercenari contro i Cartaginesi, avrebbe ricominciato a preparare un nuovo conflitto.[6] Si racconta, inoltre, che Annibale prima di partire era stato condotto al cospetto degli dei della città dal padre che gli aveva fatto giurare odio eterno a Roma.[7] Annibale, poco più che bambino, aveva compreso il significato intimo del giuramento. A 26 anni, capo dell'esercito, idolatrato dai suoi uomini con cui aveva vissuto per anni condividendo pericoli e disagi, impresse una svolta decisiva alla politica cartaginese in Spagna, ampliandone le conquiste.[8]
2. Seconda causa della guerra, sempre secondo Polibio, fu l'aver dovuto sopportare, da parte dei Cartaginesi, la perdita del dominio sulla Sardegna e sulla Corsica con la frode, come ricorda Tito Livio, e il pagamento di ulteriori 1 200 talenti in aggiunta alla somma pattuita in precedenza al termine della prima guerra punica.[9][10]
3. Terza ed ultima causa fu l'aver conseguito numerosi successi in Iberia da parte delle armate cartaginesi, tanto da destare negli stessi un rinnovato spirito di rivalsa nei confronti dei Romani.[11]

In effetti Polibio contestava le cause della guerra che lo storico latino Fabio Pittore avrebbe individuato nell'assedio di Sagunto e nel passaggio delle armate cartaginesi del fiume Ebro. Egli riteneva si trattasse soltanto di due avvenimenti che sancivano l'inizio cronologico della guerra, ma non le cause profonde della stessa. Il trattato del 226 a.C. fissava nell'Ebro il limite dell'espansione punica, ma alcune città, anche se comprese nel territorio controllato dai cartaginesi erano alleate di Roma: Emporion, Rhode e la più famosa di tutte, Sagunto.Questa città era situata in posizione munitissima in cima a un'altura; la sua conquista avrebbe permesso ad Annibale di addestrare e temprare il suo esercito migliorandone l'esperienza, la coesione e le capacità belliche. E Sagunto verosimilmente fu scelta dal condottiero cartaginese deliberatamente come casus belli.
Adducendo la motivazione che Sagunto si trovava a sud dell'Ebro e quindi rientrava nei territori di competenza dei Cartaginesi e non dei Romani, Annibale dichiarò guerra alla città. Sagunto chiese aiuto a Roma che però si limitò a inviare degli ambasciatori che Annibale non ricevette. Sagunto venne attaccata nel marzo del 219 a.C. e sottoposta a un drammatico assedio che si protrasse per otto mesi senza che Roma decidesse di intervenire; tristemente famosa la disperata richiesta dei delegati:
Alla fine, la sfortunata città, stremata dopo otto mesi di fame, battaglie, lutti e disperazione si arrese e venne rasa al suolo.
I Cartaginesi provarono a difendere il loro operato e quello di Annibale, adducendo come scusa che nel trattato precedente dopo la prima guerra punica non si faceva alcun cenno all'Iberia e quindi all'Ebro, ma Sagunto era considerata alleata ed amica del popolo romano. La guerra fu inevitabile, solo che come scrive Polibio, la guerra non si svolse in Iberia [come auspicavano i Romani] ma proprio alle porte di Roma e lungo tutta l'Italia. Era la fine del 219 a.C. e iniziava la seconda guerra punica.
In seguito (218 a.C.) i Romani inviarono in Spagna i due Scipioni, Gneo e Publio, i quali avevano deciso di dividere tra loro l'esercito, in modo che Gneo comandasse la guerra per terra e Publio per mare (216 a.C.). Seguirono due anni di continui scontri tra Romani e Cartaginesi per il predominio della penisola iberica (Battaglia di Cissa, Battaglia del fiume Ebro e Battaglia di Dertosa).

### Casus belli
E mentre continuava la logorante guerra in Italia, la campagna in Spagna aveva assunto un ruolo sempre più importante. La Hispania Ulterior si sarebbe ribellata ai Romani se Gneo e suo fratello Publio Cornelio Scipione non avessero oltrepassato l'Ebro, per incoraggiare gli animi incerti. I Romani inizialmente posero il loro accampamento presso Castrum Album (Alicante), famosa località per una cocente sconfitta rimediata in passato da Amilcare il Grande. La rocca era fortificata. In essa i Romani vi avevano posto importanti riserve di grano, tuttavia erano stati sorpresi dalla cavalleria nemica e 2 000 di loro erano stati uccisi. Fu così che si erano ritirati, accampandosi presso il "monte della Vittoria". Qui giunsero i due Scipioni con l'esercito al gran completo. Contemporaneamente Asdrubale Giscone con un esercito completo si posizionò al di là del fiume, di fronte all'accampamento romano. Livio racconta che Publio, partito per un giro d'ispezione, venne sorpreso da un contingente nemico, che lo costrinse a rifugiarsi su un'altura e, se non fosse stato per il pronto intervento del fratello Gneo, sarebbe stato pesantemente sconfitto. In questo stesso periodo Castulo, che aveva dato i natali alla moglie di Annibale, passò dalla parte dei Romani. Intanto i Cartaginesi si apprestarono ad assediare Iliturgi, dove si trovava un presidio romano dall'anno precedente. Si racconta che Gneo Scipione, partito in soccorso dei suoi con una legione, passò in mezzo a due accampamenti nemici, facendone grande strage e riuscendo a penetrare all'interno di Iliturgi; il giorno seguente ci fu una nuova battaglia, al termine della quale rimasero uccisi ben 12 000 nemici. Vennero inoltre fatti prigionieri più di mille uomini e vennero sottratte 36 insegne nemiche. Così i Cartaginesi si ritirarono da Iliturgi e si recarono a Bigerra (forse l'odierna Bogarra), nel territorio degli Oretani, anch'essa alleata dei Romani. E anche questa volta l'intervento di Gneo Scipione pose fine all'assedio senza dover combattere.

## Battaglia
I Cartaginesi, dopo questo ennesimo scontro, preferirono trasferire i propri accampamenti nei pressi di Munda (l'odierna Montilla) e i Romani li seguirono. Anche in questa occasione scoppiò una nuova battaglia che durò per quattro ore circa. E per quanto i Romani stessero vincendo, Gneo Scipione venne ferito al femore da un proiettile, costringendo il suo staff a dare il segnale della ritirata, mentre i soldati impauriti temevano che si trattasse di una ferita mortale.
(Livio, XXIV, 42.3.)
Sembra che al termine della battaglia furono uccisi 12 000 uomini tra le file cartaginesi, oltre a quasi 3 000 prigionieri e catturate 57 insegne.

## Conseguenze
A questo punto i Cartaginesi preferirono ritirarsi a Orongi (Aurinx, probabilmente posizionata tra Monclova e Jimena de la Frontera), dove i Romani li inseguirono per incalzarli mentre erano ancora terrorizzati per la sconfitta subita.